# أمفورة
الأمفورة (باللاتينية: amphora) من (بالإغريقية: αμφορεύς amphoreus) وتعني بالعربية «حامل من الجانبين»، هي جرة خزفية كان اليونان والإغريق يستعملونها. وهي قارورة لها قبضتان وعنق طويل أضيق من جسم الجرة الذي يكون بيضاوي الشكل.
يعود أصل اشتقاق كلمة أمفورة إلى الكلمة اليونانية αμφιφορεύς amphiphoreus التي تعني «حامل من الجانبين». أما أول الأمفورات فقد ظهرت على الساحل السوري في القرن 15 قبل الميلاد وانتشرت من هناك في أنحاء العالم القديم. استخدم الإغريق واليونانيون القدماء والرومان الأمفورات وسيلة رئيسة لنقل وتخزين العنب وزيت الزيتون والخمر والزيت والزيتون والحبوب والسمك وأشياء أخرى.